# North (Carolina del Sud)
North és una població dels Estats Units a l'estat de Carolina del Sud. Segons el cens del 2000 tenia 813 habitants.

## Demografia
Segons el cens del 2000, North tenia 813 habitants, 356 habitatges i 223 famílies. La densitat de població era de 369,3 habitants/km².
Dels 356 habitatges en un 25,3% hi vivien nens de menys de 18 anys, en un 38,5% hi vivien parelles casades, en un 19,7% dones solteres, i en un 37,1% no eren unitats familiars. En el 34,6% dels habitatges hi vivien persones soles el 18,8% de les quals corresponia a persones de 65 anys o més que vivien soles. El nombre mitjà de persones vivint en cada habitatge era de 2,28 i el nombre mitjà de persones que vivien en cada família era de 2,94.
Per edats la població es repartia de la següent manera: un 23,5% tenia menys de 18 anys, un 9,7% entre 18 i 24, un 23,1% entre 25 i 44, un 25,3% de 45 a 60 i un 18,3% 65 anys o més.
L'edat mediana era de 40 anys. Per cada 100 dones de 18 o més anys hi havia 74,7 homes.
La renda mediana per habitatge era de 21.136$ i la renda mediana per família de 30.750$. Els homes tenien una renda mediana de 24.286$ mentre que les dones 21.406$. La renda per capita de la població era de 14.237$. Entorn del 27,5% de les famílies i el 30,5% de la població estaven per davall del llindar de pobresa.

## Poblacions més properes
El següent diagrama mostra les poblacions més properes.